# Elizabeth Armistead
Elizabeth Bridget Armistead nebo Armitstead (11. července 1750 – 8. července 1842) byla britská kurtizána a později manželka státníka a politika Charlese Jamese Foxe. Její vztah a manželství s Foxem byl jedno z největších kontroverzí tehdejší doby.

## Mládí
Elizabeth Armistead, rozená Elizabeth Bridget Cane, se narodila 11. července 1750. Podle mnohem pozdějších záznamů se narodila v Greenwich v Londýně a její otec se živil jako prodavač bylin nebo jako obuvník. Podle básníka Samuela Rogerse byla i služebnou herečky Frances Abington. Důvody ke změně jejího rodného příjmení na Armistead nejsou známy.
Svou kariéru kurtizány započala v exkluzivním prvotřídním bordelu; ve kterém přesně rovněž známo není. Sir Joshua Reynolds ve svém deníku z roku 1771 zmiňuje adresu "Slečna Armistead z podniku Mitchell's Upper, ulice Upper John, náměstí Soho". Spolu s Charlotte Haye a Jane Goadby byla Elizabeth jednou z nejvíce nechvalně známých lehkých žen své doby. Pravděpodobně v jednom z bordelů nejspíše potkala svého prvního patrona, Fredericka St Johna, 2. vikomta z Bolingbroke.
O mnoho let později George Wyndham, 3. hrabě z Egremontu vzpomínal, jak on a několik jeho přátel, včetně Charlese Jamese Foxe, vzali francouzského šlechtice do jednoho z vykřičených domů. Když se dozvěděli, že jejich kamarád Bolingbroke tráví čas na pokoji s jednou z žen, vykopli dveře. Tou ženou byla právě Elizabeth.

## Kariéra kurtizány
Nedlouho po incidentu s Foxem a Egremontem vykoupil lord Bolingbroke Elizabeth z bordelu a udělal z ní svou oficiální milenku. Po rozvodu s Lady Dianou Spencer žil Bolingbroke s mnoha významnými kurtizánami té doby. Podle Westminster Magazine zařídil všem svým milenkám, aby si vyzkoušely raději herectví. Na podzim roku 1774 se Elizabeth třikrát objevila v Royal Opera House, kde ztvárnila roli Indiany ve hře Richarda Steela "Vědomí milenci". Krátce na to si zahrála Perditu v Shakesperově hře Zimní pohádka. Tehdejší noviny její herectví kritizovaly, avšak chválily její vzhled a hlas.
Jakožto milenka vikomta navázala přátelství v jeho okruhu, včetně Charlese Jamese Foxe, hraběte Egremonta, Richarda FitzPatricka, lorda Roberta Spencera a Jamese Hara. Její krása a mírná povaha ji učinila velmi vyhledávanou a získala si klienty z bohatých a významných kruhů. V roce 1776 o ní deník Town and Country napsal, že by si mohla nárokovat dvakrát titul vévodkyně, markýzy, čtyřikrát titul hraběnky a titul vikomtky.
Elizabeth se jako milenka vysoce postavených šlechticů stala předmětem zájmu generála Richarda Smitha, muže skromného původu, který své jmění nashromáždil během velení bengálské armádě ve Východoindické společnosti. Smith své nové milence nabídl pronájem domu na Bond Street a pravidelný příspěvek na údržbu. Pravděpodobně jí přislíbil i rentu. Smith si její společnost užíval, avšak byl brzy uvězněn za korupci, když se snažil koupit si místo v parlamentu.
Elizabethiným dalším významným patronem byl John Sackville, 3. vévoda z Dorsetu. S vévodou se pravděpodobně setkala díky známosti s jeho bratrancem, Richardem FitzPatrickem. Elizabeth se tak stala jednou z mnoha kurtizán, které vévoda před sňatkem dlouhodobě vydržoval. Pravděpodobně právě od vévody z Dorsetu získala pronájem domu na Clarges Street, který se stal její hlavní rezidencí. Ke konci jejich poměru v roce 1777 si zahrála ve dvou hrách George Colmana v Haymarket Theatre. Podle deníku Town and Country byl jejich vztah ukončen poté, co si vévoda začal nový románek s hraběnkou z Derby. Údajně se po skončení vztahu dostala Elizabeth do finančních problémů.
Nějakou dobu po rozchodu s vévodou z Dorsetu střídala několik partnerů najednou, včetně George Cavendishe, 1. hraběte z Burlingtonu. Brzy se o její přízeň začal ucházet paroháč, hrabě z Derby (jehož žena navázala románek s předchozím partnerem Elizabeth, vévodou z Dorsetu). V létě roku 1778 poslala hrozba francouzské invaze hraběte z Derby do vojenského tábora ve Winchestru. Na podzim Elizabeth umístil do domu v tichém sousedství Hampstead Heath. Ačkoliv bulvární články předpovídali, že její vztah s hrabětem z Derby bude již dlouhodobý, rozhodla se Elizabeth k návratu k hraběti Cavendishovi, který jí přislíbil druhou rentu.

## Velekněžka, vlastenectví a králova milenka
I když se Elizabeth zvládla sama uživit díky přízni bohatých mužů, zapojila se do politiky a navázala vztahy s mladými členy Whigů. Když byl Richard FitzPatrick se svým plukem vyslán do Ameriky, psala mu dopisy, které přikládala k dopisům jeho přítele Charlese Jamese Foxe. Později se její salón na Clarges Street stal místem pro setkávání Whigů.
Pravděpodobně díky spojení s Foxem se Elizabeth dostala do povědomí prince z Walesu (budoucího krále Jiřího IV.) Mladý princ toužil po nezávislosti na svých přísných rodičích a začal se s Foxem a jeho okruhem přátel setkávat. Jeho vášnivý románek s herečkou Mary Robinson ochladl a princ se poohlížel po nové milence. Podle magazínu Town and Country si princ všiml Elizabeth na ulici a snažil se s ní nenápadně potkat. K jejich prvnímu střetu došlo údajně v hostinci nedaleko Bushy Park.
Mary Robinson se pokusila znovu vzbudit zájem svého královského milence, poté, co tehdejší bulvár napsal, že začíná boj mezi starou a novou společnicí. Díky svým konexím s opozičními Whigy se Elizabeth stala terčem útoku pro-administrativních novin. Ať už jí titul královské milenky přinesl jakoukoli slávu, brzy zjistila, že princ nemá ani chuť, ani finanční prostředky, aby ji podporoval v životním stylu, na který byla po celé roky zvyklá. Po několika měsících vyrazila s divadlem na prodloužené Continental Tour, čímž přerušila vztah, aniž by tím budoucího krále urazila.
After the death of Rockingham forced Fox to resign, he was rumoured to have had an affair with Mary Robinson before beginning one with his long-time friend Elizabeth Armistead.
Krátce před odjezdem do zahraničí si Elizabeth pronajala malý venkovský domek v hrabství Surrey, s názvem St Ann's Hill. Toto místo patřilo k panství vévody z Marlborough, který se brzy o Elizabeth začal zajímat a seznámil se s ní díky svému bratru Robertu Spencerovi, který byl jedním z členů Whigů a údajně i její milenec. Od léta roku 1781 cestovala téměř rok po Evropě spolu s několika již zmíněnými patrony. Její dřívější milenec, hrabě z Derby, za ní přicestoval do Paříže a společně se přesunuli do lázní v Belgii. Později se v Itálii setkala s hrabětem z Cholmondeley a nakonec se s lordem Colerainem vrátila zpět do Paříže. Do Anglie se vrátila poté, co strana Whigů pod vedením Charlese Watsona-Wentwortha získala moc a její přítel Charles Fox se stal ministrem zahraničních věcí Spojeného království. Poté, co Rockinghamova smrt donutila Foxe odstoupit, říkalo se, že měl poměr s Mary Robinson, než si začal se svou dlouholetou přítelkyní Elizabeth.

## Milenka a manželka Charlese Foxe
Není přesně známo, jak se Charles a Elizabeth dali dohromady poté, co spolu téměř deset let udržovali platonické přátelství. Mohly to být právě novinové články o tom, že její někdejší rivalka Mary Robinson se stala Charlsovou milenkou a přítel se jí tak zdál lákavější. Když ji její vztah s Charlesem zadlužil, pokusila se jej přerušit. Fox ale rozchod odmítal a napsal jí: "Nepůjdeš beze mě nikam, ať už půjdeš kamkoli. Zjistil sem, že by pro mě bylo jednodušší opustit své přátele či rodnou zem, než žít bez tebe Liz."
Usadili se v jejím domě St Ann's Hill, kde spolu žili tichým a obyčejným životem. Elizabeth vybrala své renty a prodala své domy v Londýně, aby pomohla svému milenci splácet dluhy. V roce 1785 dostala dům a pozemky od vévody z Marlborough, který jim dal hypotéku ve výši 100 liber ročně. Charles a Elizabeth spolu neměli žádné děti, ale často u nich pobýval jeho synovec, lord Holland, a jeho nelegitimní potomci Harry Fox a Harriet Willoughby. Prakticky si adoptovali Roberta St Johna, vnuka jejího někdejšího milence, lorda Bolingbroka. V roce 1795 spolu byli již více než deset let a Charles svému synovci napsal: "Mám pocit, že má závislost na ní se každým rokem narůstá. Je mi útěchou v každém neštěstí a zdvojnásobuje každou životní radost. Její společnost je pro mě kouzlem a rozkoší, která časem ani v nejmenším neomrzí. Vždy jsem jí byl roven, nikdy nadřazen, jako mnozí jiní v jejím životě."
Nedlouho poté, co Charles tak nadšeně psal o svém neposvěceném svazku s Elizabeth, byl jejich vztah ohrožen. Dozvěděl se, že bankéř Thomas Coutts by svou oblíbenou dceru Frances za něj rád provdal. Elizabeth nechtěla stát Charlesovi v cestě a nabídla mu, že bez jakýchkoliv hádek sňatku ustoupí. Charles však nesouhlasil a stál si za tím, že bez ní by žít nemohl.
Charlese trápily Elizabethiny obavy z jeho možného sňatku s někým jiným a tak se rozhodl oženit se s ní, aby netrápil ani ji, ani případnou manželku mileneckým poměrem. Elizabeth si však uvědomovala, jaký by to způsobilo skandál a přála si, aby sňatek zůstal v tajnosti. Dne 28. září 1795 byli oddáni ve farnosti v Wytonu reverendem Johnem Perym. Za svědky šla její služebná Mary Dassonville a farářův úředník Jeremiah Bradshaw. Následujících sedm let spolu žili šťastně a Elizabeth nadále vystupovala jako jeho milenka a služebná.
V roce 1802 se nalodili na výlet do Francie, kde byli přivítáni samotným Napoleonem a zde se Charles rozhodl svůj sňatek oznámit veřejnosti. Oznámení sice vyvolalo pohoršené reakce, avšak Elizabeth byla ve společnosti ostatních členů posádky přijímána. Když se Charles vrátil do své kanceláře ministerstva zahraničí, Elizabeth se ujala veškerých náležitostí manželky ministra s takovým sebevědomím, že zmátla všechny své kritiky. Elizabeth Cavendish o ní napsala: "Elizabeth vypadá šťastně. Oplývá zdravým rozumem a má příjemnou povahu."
Elizabeth a její manžel měli jen málo času na užití si veřejného manželství. V létě roku 1806 začal trpět vodnatostí, což naznačovalo jeho nemoc jater. Zemřel 13. září téhož roku v Chiswicku. Jeho posledním slovem bylo její jméno. Jeho synovec lord Holland napsal: "I kdybychom o jeho citech nevěděli dříve, jeho poslední hodiny by nám ukázaly, jako moc svou ženu miloval."

## Respektovaná vdova po státníkovi
Zdevastovaná po smrti svého "anděla" se Elizabeth vrátila do St Ann's Hill a pokračovala v tichém a klidném životě, jaký vedla doposud s Charlesem. Z uctivosti k jeho památce a upřímné náklonnosti se nadále stýkala s jeho rodinou a přáteli. Často je u sebe hostila nebo navštěvovala jejich oslavy. Po Charlesově smrti pobírala rentu ve výší 1200 liber ročně a od roku 1823 jí král Jiří IV., její někdejší milenec, začal vyplácet rentu 500 liber ročně. Po Jiřího smrti ve vyplácení renty pokračoval i jeho bratra a poté jeho neteř, královna Viktorie.
Elizabeth se zajímala o blahobyt vesničanů nedaleko Chertsey, finančně podporovala charity a vzdělání dětí ve farní škole. Když začala viktoriánská éra, svět zapomněl na její předešlý hříšný život. Namísto toho byla připomínána její činnost ve straně Whigů, jež začala nést své plody.
Zemřela 8. července 1842, pár dní před svými 92. narozeninami. Její pohřeb se konal v kostele v Chertsey. Jmenovec jejího manžela, prasynovec Colonel Charles Richard Fox, spolu se svým zetěm Lordem Lilfordem, byli hlavními truchlícími. Na znamení úcty poslal vévoda z Bedfordu do jejího domu prázdný kočár, aby se připojil k pohřebnímu průvodu. Obřad měl být skromný a především soukromý, nicméně mnoho lidí se s Elizabeth přišlo rozloučit a vyjádřit úctu k její osobě.